# Bijlandsch Kanaal
Het Bijlandsch Kanaal (uitgesproken als Bielands Kanaal) is een circa drie kilometer lange waterweg tussen de Nederlandse plaatsen Tolkamer en Millingen aan de Rijn. Het Bijlandsch Kanaal begint, zodra de Oude Waal zich van de hoofdstroom splitst.
Het grootste deel van het Bijlandsch Kanaal vormt een deel van de grens tussen Nederland en Duitsland. Het kanaal is een deel van de Boven-Rijn.
Het kanaal werd gegraven tussen 1773 en 1776 dwars door de Bijlandsche Waard en diende ter afsnijding van een scherpe bocht (meander) in de toenmalige Boven-Waal. Deze meander groeide en was door de Waaldijk gebroken. Hij dreigde nu ook door de dijk van de Oude Rijn te breken en dan zou er een grote hoeveelheid water van de Boven-Waal in de Nederrijn, Lek en IJssel terechtkomen, meer dan de dijken van die rivieren aankonden. Met de aanleg wilde men dus niet alleen de scheepvaart van dienst zijn, maar vooral de stroom van het rivierwater beter kunnen reguleren en de verhouding tussen de Waal en de Nederrijn beheersen om overstromingen tegen te gaan. Om die redenen werd eerder al het Pannerdensch Kanaal gegraven.
Het gebied tussen het kanaal en de oude bocht in de Waal, de Bijland, is watersportrecreatiegebied en maakt deel uit van de Gelderse Poort. Bij Millingen vaart een fietsveer over het Bijlandsch Kanaal.
Het vaarwater wordt gebruikt door binnenvaartschepen tot en met CEMT-klasse VIc en pleziervaart.